# 原鳁鲸属
原鳁鲸属（学名：Protororqualus）是须鲸科下的一属小型鳁鲸类。

## 下属物种
本属包括以下物种：
- 维尔弗里德尼斯原鳁鲸 Protororqualus wilfriedneesi Bisconti & Bosselaers, 2020，分布横跨北大西洋。